# Lam (họ)
Lam là một họ của người Trung Quốc (chữ Hán: 藍, Bính âm: Lan). Họ này đứng thứ 131 trong danh sách Bách gia tính.

## Người Trung Quốc họ Lam nổi tiếng
- Lam Ngọc, khai quốc công thần nhà Minh, danh tướng của Chu Nguyên Chương, em vợ của Thường Ngộ Xuân
- Lam Khiết Anh, diễn viên Hồng Kông